# Kongó (1912)
Kongó (japonsky: 金剛) byla bitevním křižníkem japonského císařského námořnictva třídy Kongó, který byl v letech 1929 až 1931 přestavěn a v roce 1931 překlasifikován na bitevní loď. Za druhé světové války se účastnila několika velkých námořních operací, ale nakonec byla v roce 1944 (jako jediná japonská bitevní loď) potopena americkou ponorkou.

## Název
Loď byla pojmenována podle hory Kongó ležící poblíž města Ósaka, přičemž kongó je japonský výraz pro buddhistickou vadžru (česky: nezničitelný předmět, někdy překládáno i jako diamant).

## Historie

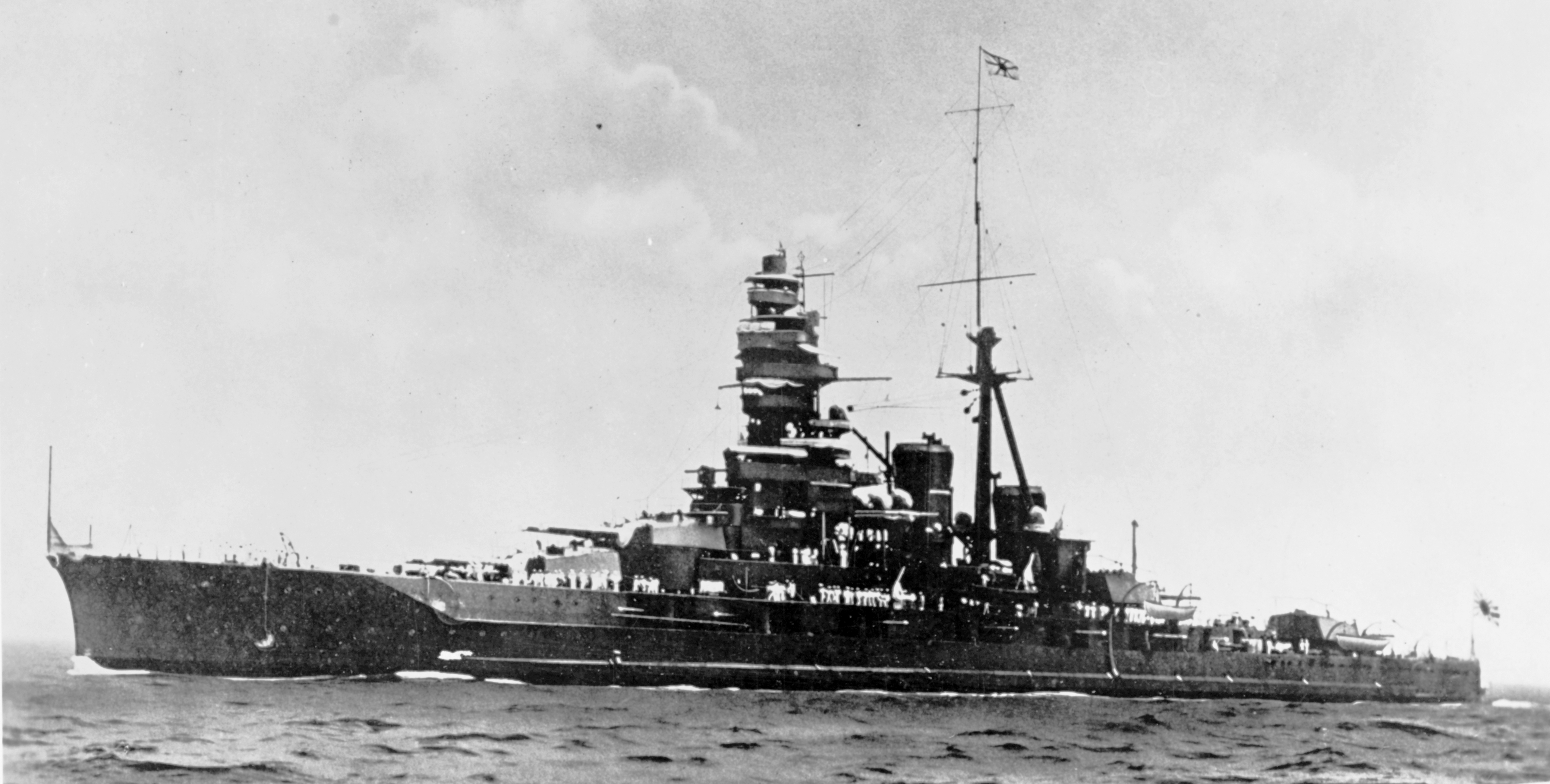
Kongó v roce 1931 po rekonstrukci

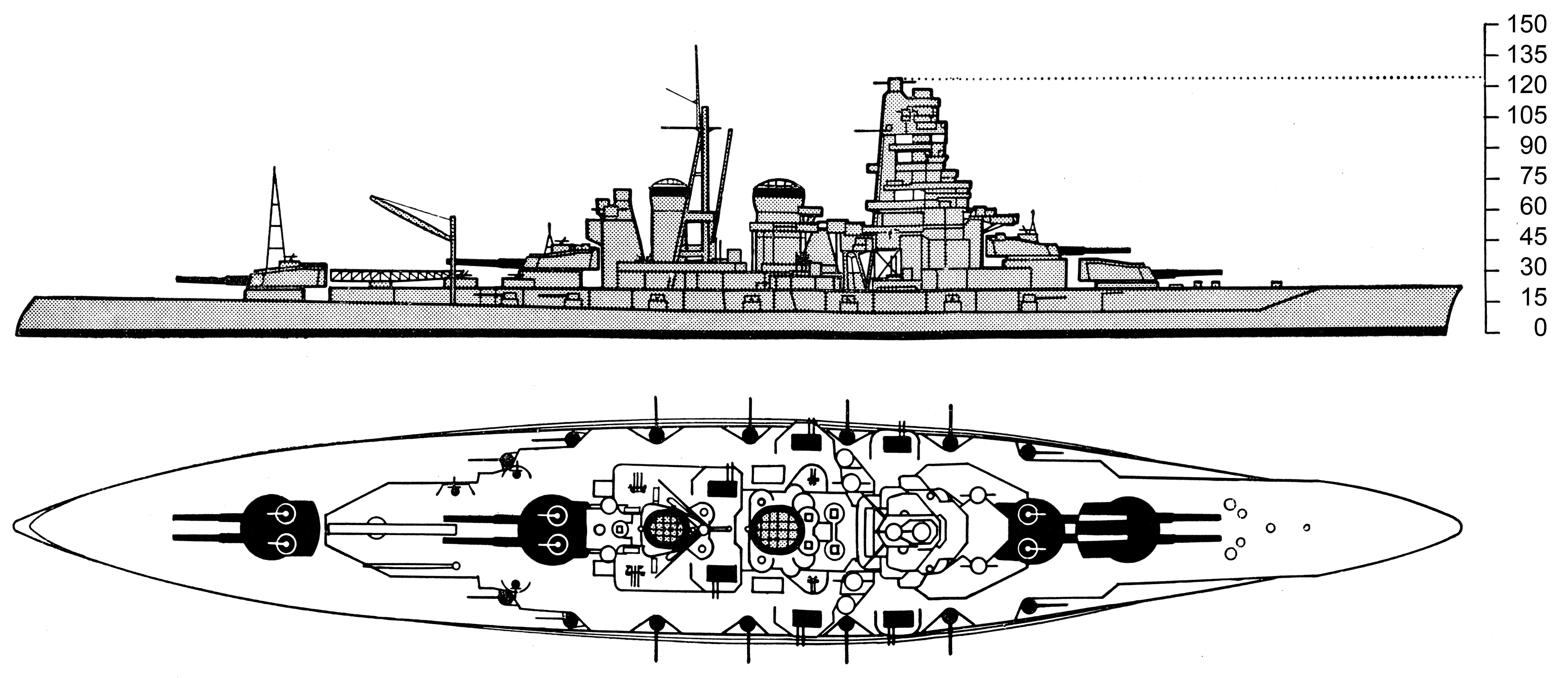
Podoba z identifikační knihy US Navy, cca 1945

Kongó byla poslední velkou válečnou lodí, které si Japonsko objednalo u anglických loděnic. Její návrh vycházel z tureckého bitevního křižníku Reshadieh, zrekvírovaného britskou admiralitou a zařazeného do Královského námořnictva jako HMS Erin. Japonská objednávka byla podepsána v listopadu 1910 s loděnicí Vickers. Ostatní lodě této třídy byly už stavěny v japonských loděnicích. Pancíř Kongó měl loď chránit před děly ráže 356 mm na vzdálenost mezi 20 a 25 km. Hlavní výzbroj osmi 356mm děl se nacházela v překrývajících se dělových věžích, na nichž byla namontována 12liberní rychlopalná děla.
Loď byla dokončena v srpnu 1913 a při zkušebních plavbách o tři měsíce dříve dosáhla rychlosti 27,54 uzlů při výkonu 58 362 kW a výtlaku 27 580 tun.
Za první světové války prožila klidnou službu, neboť po odplutí německé Východoasijské eskadry admirála Maximiliána von Spee se v Pacifiku nenacházela žádná nepřátelská loď. V září 1917 se na palubě Kongó testoval prototyp vzletové plošiny pro letadla. Po skončení války podstoupilo Kongó modernizaci. Získalo vylepšený systém kontroly řízení palby a odsávače kouře předního komínu. Poté prošlo dvěma rekonstrukcemi (v Jokosuce od září 1929 do března 1931), přičemž v první se zvedl výtlak o 3 915 tun a snížila rychlost na 26 uzlů. Také se snížil počet kotlů z 36 na 16 (6 kotlů vytápěných naftou a 10 se smíšeným vytápěním). Díky tomu mohl být odstraněn přední komín a jeho místo zaujal věžovitý můstek. Přidaly se boční protitorpédové výdutě a palubní pancíř. Odstranila se polovina torpédometů a úhel zdvihu děl ráže 356 mm vzrostl z 33 na 43 stupňů, čímž se zvýšil dostřel na 25 km. Loď získala další tři 78mm protiletadlové kanóny (k původním čtyřem) a mezi třetí a čtvrtou věží byl instalován katapult pro tři hydroplány.
Za druhé světové války bylo Kongó intenzívně využíváno. Zúčastnilo se vylodění v Malajsii a Holandské východní Indii, podporovalo letadlové lodě při útocích na Cejlon a Darwin, zapojilo se do bitev o Midway, Guadalcanal, Santa Cruz, ve Filipínském moři a v zálivu Leyte. Loď byla potopena ponorkou 21. listopadu 1944 v Tchajwanském průlivu.